# Europejski Komisarz ds. energii i mieszkalnictwa

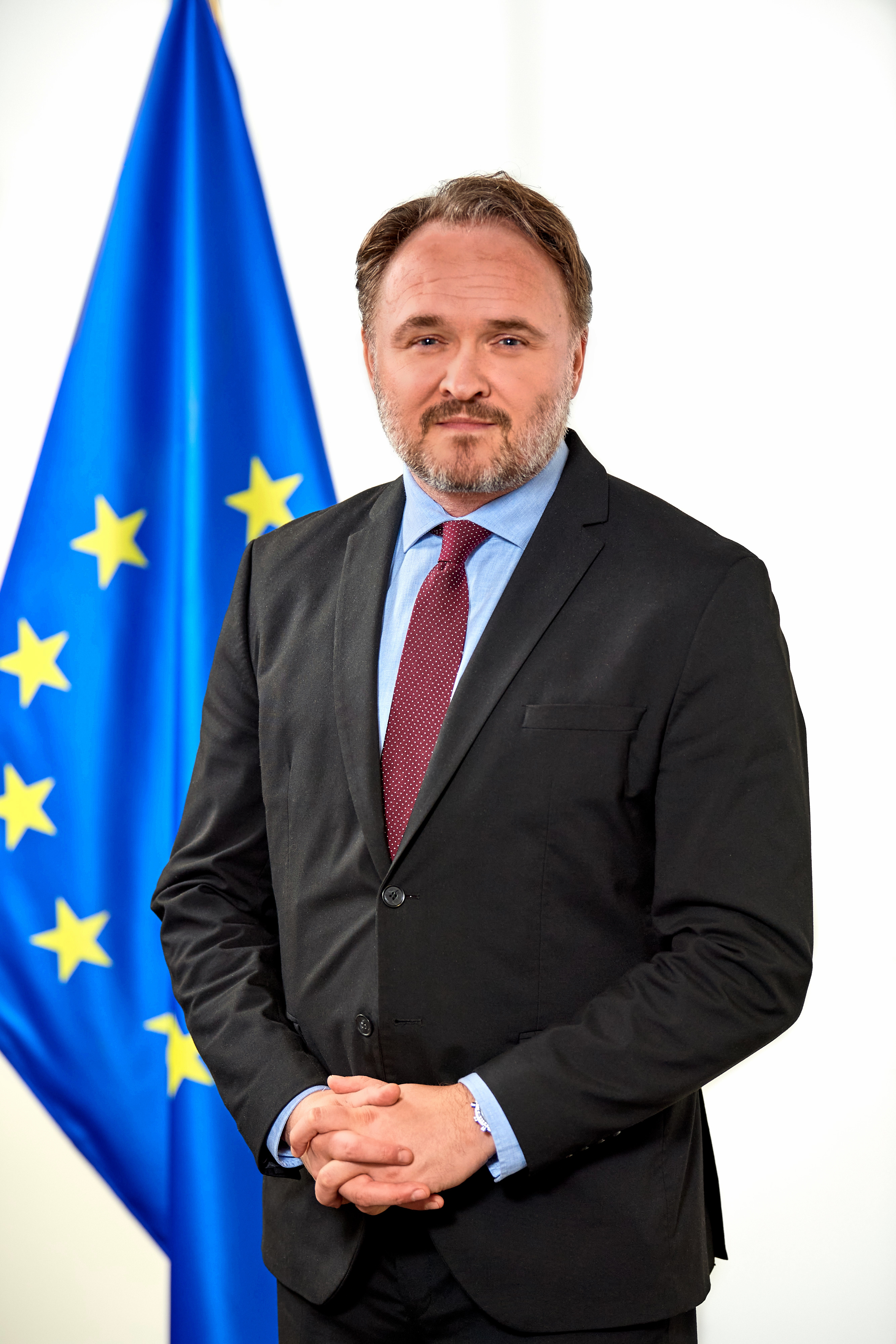
Europejski Komisarz ds. energii i mieszkalnictwa – Dan Jørgensen

Europejski Komisarz ds. energii i mieszkalnictwa – członek Komisji Europejskiej. Odpowiada za najważniejsze wyzwania związane z transformacją energetyczną i dostępnością mieszkań w Unii Europejskiej, dążąc do zapewnienia przystępnej cenowo, czystej oraz bezpiecznej energii, a także przeciwdziałania ubóstwu energetycznemu. Jednocześnie zajmuje się tworzeniem ram politycznych i inwestycyjnych, które zwiększają dostępność wysokiej jakości, przystępnych cenowo lokali mieszkalnych. Stanowisko to integruje kluczowe priorytety UE, takie jak ochrona klimatu, rozwój zrównoważonych technologii, modernizacja infrastruktury oraz poprawa standardu życia obywateli. Komisarz pełni wiodącą rolę w realizacji celów Europejskiego Zielonego Ładu, wspierając sprawiedliwą transformację, promując czyste technologie w przemyśle i umacniając europejską solidarność wobec globalnych wyzwań energetycznych i mieszkaniowych. Obecnym komisarzem jest Dan Jørgensen.

## Powstanie stanowiska
Stanowisko zostało utworzone w odpowiedzi na kluczowe wyzwania związane z koniecznością zapewnienia Europie stabilnych dostaw czystej i przystępnej cenowo energii, a także przeciwdziałania kryzysowi mieszkaniowemu, który dotyka milionów Europejczyków. Jest ono wynikiem uznania, że transformacja energetyczna, ochrona klimatu i zapewnienie mieszkań o wysokiej jakości są centralnymi elementami realizacji celów zrównoważonego rozwoju oraz budowy społecznie sprawiedliwej Europy.

## Zakres obowiązków
Europejski Komisarz ds. energii i mieszkalnictwa odpowiada za:
- nadzór i wspieranie wdrażania istniejących ram prawnych dla realizacji celów klimatycznych na 2030 rok,
- przeprowadzenie przeglądu narodowych planów w zakresie energii i klimatu,
- aktualizacja i uproszczenie zasad zarządzania Unią Energetyczną,
- wkład w wymiar energetyczny Clean Industrial Deal, w tym opracowanie planu działania na rzecz przystępnych cen energii,
- propozycja inicjatyw zwiększających rozwój odnawialnych źródeł energii, magazynowania energii i elastyczności zapotrzebowania,
- przygotowanie planu działania na rzecz elektryfikacji, w tym zakończenia importu energii z Rosji,
- opracowanie strategii inwestycyjnej na rzecz czystej energii, w tym inicjatyw odblokowujących prywatny kapitał i rozwijających infrastrukturę energetyczną,
- przegląd ram prawnych dla europejskich sieci energetycznych z naciskiem na modernizację, ekspansję i usprawnienie procedur wydawania pozwoleń,
- przyspieszenie rozwoju małych reaktorów modułowych (SMR) i zapewnienie bezpieczeństwa jądrowego,
- rozszerzenie mechanizmów wspólnych zakupów paliw o wodór i inne surowce,
- usprawnienie integracji systemu energetycznego z naciskiem na sygnały cenowe, elastyczność, dekarbonizację ogrzewania i chłodzenia oraz efektywność energetyczną,
- promowanie technologii wychwytywania, wykorzystania i składowania dwutlenku węgla,
- opracowanie ram dla wycofywania dotacji na paliwa kopalne,
- wsparcie w kształtowaniu polityki podatkowej zachęcającej do wdrażania czystych technologii,
- przegląd ram bezpieczeństwa dostaw w kontekście zmieniającej się geopolityki i rosnącej elektryfikacji systemu energetycznego,
- przygotowanie strategii cyfryzacji i wykorzystania AI w sektorze energetycznym,
- opracowanie pakietu dotyczącego energii obywatelskiej w celu zwiększenia partycypacji obywateli i rozwiązania problemu ubóstwa energetycznego,
- udział w dyplomacji energetycznej i promowanie globalnych inicjatyw na rzecz odnawialnych źródeł energii,
- przygotowanie pierwszego Europejskiego Planu na rzecz Przystępnego Mieszkalnictwa, z uwzględnieniem wsparcia technicznego i inwestycyjnego,
- opracowanie strategii na rzecz rozwoju budownictwa mieszkaniowego, skupiającej się na redukcji kosztów, zwiększeniu kwalifikacji pracowników, podniesieniu produktywności i poprawie ekologicznych standardów budownictwa,
- przyciąganie inwestycji publicznych i prywatnych na rzecz przystępnego i zrównoważonego mieszkalnictwa, w tym współpraca z Europejskim Bankiem Inwestycyjnym w celu utworzenia platformy inwestycyjnej,
- podwójne zwiększenie planowanych inwestycji polityki spójności w mieszkalnictwo przy wsparciu państw członkowskich,
- ułatwienie dostępu do pomocy publicznej w zakresie mieszkalnictwa, w tym dla projektów efektywności energetycznej i mieszkań socjalnych,
- rozwiązanie problemów związanych z najmem krótkoterminowym i nieefektywnym wykorzystaniem istniejącego zasobu mieszkaniowego.

## Lista komisarzy
|    | Komisarz                | Lata      | Komisja                 |
| -- | ----------------------- | --------- | ----------------------- |
| 1  | Wilhelm Haferkamp       | 1967–1973 | Rey, Malfatti, Mansholt |
| 2  | Henri François Simonet  | 1973–1977 | Ortoli                  |
| 3  | Guido Brunner           | 1977–1981 | Jenkins                 |
| 4  | Étienne Davignon        | 1981–1985 | Thorn                   |
| 5  | Nicolas Mosar           | 1985–1989 | Delors I                |
| 6  | Antonio Cardoso e Cunha | 1989–1993 | Delors II               |
| 7  | Marcelino Oreja         | 1993–1994 | Delors III              |
| 8  | Abel Matutes            | 1994–1995 | Delors III              |
| 9  | Christos Papoutsis      | 1995–1999 | Santer, Marín           |
| 10 | Loyola de Palacio       | 1999–2004 | Prodi                   |
| 11 | Andris Piebalgs         | 2004–2010 | Barroso I               |
| 12 | Günther Oettinger       | 2010–2014 | Barroso II              |
| 13 | Miguel Arias Cañete     | 2014–2019 | Juncker                 |
| 14 | Kadri Simson            | 2019–2024 | von der Leyen I         |
| 15 | Dan Jørgensen           | od 2024   | von der Leyen II        |